# Clastoderma
Clastoderma ist eine Gattung von Schleimpilzen aus der Ordnung der Echinosteliida. Sie umfasst vier Arten.

## Merkmale
Die braunen Sporangien messen 0,1 bis 0,2 Millimeter im Durchmesser, der Stängel ist dunkel, die Columella sehr kurz oder vollständig fehlend. Das Peridium zerfällt zur Reife in einzelne Plättchen, die allerdings an den äußersten Enden des Capillitiums verwachsen bleiben. Das Capillitium wächst aus der Spitze der Columella oder dem Ansatz des Sporangiums und besteht aus vielfach verzweigten und wieder anastomosierenden Fäden, die sich gelegentlich an ihren äußeren Enden an den peridialen Plättchen miteinander verwachsen sind. Die Sporen sind hellbraun.

## Verbreitung
Die Gattung ist paläotropisch wie neotropisch verbreitet. Die Nominatform von Clastoderma debaryanum ist häufig und weit verbreitet und besiedelt Totholz am Boden, die Varietät imperatorium hingegen ist seltener und besiedelt ebenso wie die anderen drei Arten der Gattung die Rinde lebender Bäume.

## Systematik und Forschungsgeschichte
Die Gattung wurde 1880 von Mathias Numsen Blytt erstbeschrieben, Typusart ist Clastoderma debaryanum. Die Gattung umfasst vier Arten:
- Clastoderma debaryanum mit einer Varietät[2]:
  - Clastoderma debaryanum var. imperatorium (Erstbeschreibung anhand einer Aufsammlung des Tenno Hirohito)
- Clastoderma pachypus
- Clastoderma dictyosporum
- Clastoderma microcarpa

## Nachweise
Fußnoten direkt hinter einer Aussage belegen die einzelne Aussage, Fußnoten direkt hinter einem Satzzeichen den gesamten vorangehenden Satz. Fußnoten hinter einer Leerstelle beziehen sich auf den kompletten vorangegangenen Absatz.
1. 1 2  Marie L. Farr: Myxomycetes. In: Flora Neotropica. Band 16. The New York Botanical Garden, New York 1976, ISBN 0-89327-009-1, S. 101.
2. 1 2  Uno H. Eliasson, Harold W. Keller: The genus Clastoderma: taxonomic evaluation and infraspecific variation of C. debaryanum In: Mycological Research, Volume 100, Issue 5, 1996, S. 601–609
3. 1 2  Michael J. Dykstra, Harold W. Keller: Mycetozoa In: John J. Lee, G. F. Leedale, P. Bradbury (Hrsg.): An Illustrated Guide to the Protozoa. Band 2. Allen, Lawrence 2000, ISBN 1-891276-23-9, S. 977 (englisch).